# Izu Ojukwu
Izu Ojukwu es un cineasta nigeriano nacido en la localidad de Jos.

## Carrera
Ojukwu inició su carrera como cineasta en los años 1990, grabando varios cortometrajes y largometrajes durante esa década. En 2007 ganó el premio en la categoría de mejor director por su película Sitanda en la tercera edición de los Premios de la Academia del Cine Africano, donde recibió además nueve nominaciones y cinco galardones más, incluidos mejor película y mejor película nigeriana. Su película de 2016 '76 ganó el premio a mejor película en la quinta edición de los Africa Magic Viewers Choice Awards. Por su repercusión en la industria cinematográfica del país africano, Ojukwu es conocido como el "Spielberg nigeriano".

## Filmografía

### Como director
- '76 (2016)[5]
- Alero's Symphony (2010)
- The Child (2009)
- Nnenda (2009)
- Distance Between (2008)
- Cindy's Note (2008)
- White Waters (2007)
- Laviva (2007)
- Sitanda (2006)
- GL 1 & 2 (2005)
- Across the Niger (2003)
- Moving Train (2003)
- Battle of Love (2003)
- Desperadoes 1 & 2 (2001)
- Eleventh Hour (2001)
- Love Boat (2001)
- The World is Mine (2001)
- Showdown (2000)
- Iva (1999)
- Icabod (1993)